# Фернандеш, Жедсон
Же́дсон Карва́лью Ферна́ндеш (порт. Gedson Carvalho Fernandes; род. 9 января 1999, Сан-Томе) — португальский футболист, полузащитник московского «Спартака». Сыграл два матча за сборную Португалии.

## Клубная карьера

### «Бенфика»

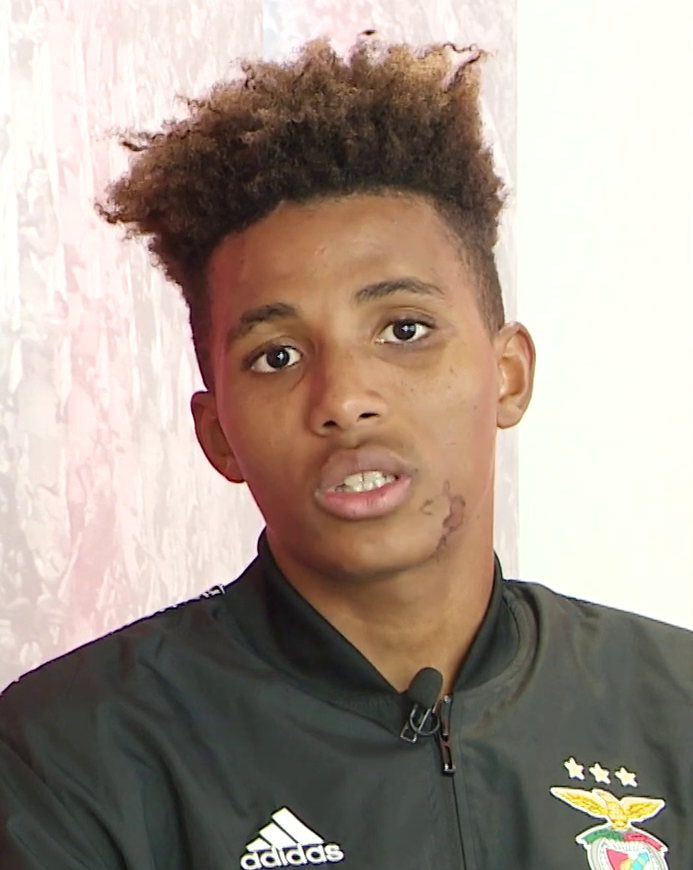
Фернандеш в 2019 году

Фернандеш родился 9 января 1999 года в островном государстве в Центральной Африке, бывшей португальской колонии — Сан-Томе и Принсипи. Там он делал первые шаги в футболе, гоняя мяч по голой земле в резиновых шлёпанцах. Ему было всего несколько лет, когда семья уехала в Португалию и поселилась во Фриелаше, где Фернандеш и начал свою карьеру в одноимённой скромной детской команде в 2008 году. Спустя год им заинтересовались лиссабонские клубы «Спортинг» и «Бенфика», к академии которого он в итоге присоединился и прошёл через все детские и юношеские команды «орлов». В 2017 году начал выступать за фарм-клуб «Бенфику B» в Сегунде. 11 февраля 2017 года он дебютировал в профессиональном футболе за вторую команду «Бенфики» в матче 26-го тура Сегунды против клуба «Авеш» (4:2), выйдя на 66-й минуте встречи. 4 февраля 2018 года Фернандеш забил свой первый мяч за «Бенфику B», отличившись в матче 23-го тура Сегунды против клуба «Варзин» (3:1) на 61-й минуте встречи.
В основную команду «Бенфики» Фернандеш был переведён главным тренером Руем Виторией перед сезоном 2018/19. Его дебют за клуб пришёлся на 7 августа 2018 года, где в первой игре третьего раунда квалификации Лиги чемпионов УЕФА против «Фенербахче» он вышел в стартовом составе и «орлы» выиграли этот матч со счётом 1:0 у себя дома. Спустя неделю, 14 августа 2018 года, в ответном матче Фернандеш забил свой первый мяч за «Бенфику», отличившись на 26-й минуте с передачи Николаса Кастильо, в результате чего «Бенфика» вышла в следующий раунд квалификации. В сезоне 2018/19 стал вместе с клубом чемпионом Португалии. Всего в составе «Бенфики» во всех турнирах провёл 63 матча и забил три мяча.

#### Аренды
15 января 2020 года Фернандеш подписал арендное соглашение на 18 месяцев с «Тоттенхэм Хотспур». Им также интересовались и другие клубы Англии — «Манчестер Юнайтед» и «Вест Хэм Юнайтед», который был ближе всех к трансферу португальца, но сам футболист хотел поработать со своим соотечественником Жозе Моуринью и выбрал «Тоттенхэм». 18 января 2020 года в матче 23-го тура он дебютировал за клуб в Премьер-лиге в матче против «Уотфорда», выйдя на замену на 80-й минуте вместо Джовани Ло Чельсо, который завершился со счётом 0:0. Закрепиться в составе английского клуба у юного хавбека не получилось, конкуренция в центре поля была слишком высока. За год Фернандеш провёл за «Тоттенхэм Хотспур» лишь 14 матчей, не отличившись результативными действиями и 1 февраля 2021 года он был отозван «Бенфикой» из аренды.
1 февраля 2021 года Фернандеш присоединился к турецкому «Галатасараю» на правах аренды до конца сезона 2020/21 за 500 тысяч евро. Дебютировал за клуб 10 февраля 2021 года в матче 1/4 финала Кубка Турции против «Аланьяспора» (2:3), в котором он вышел на замену на 66-й минуте встречи вместо Юнеса Беланды и в компенсированное ко второму тайму время Фернандеш забил свой единственный мяч за «Галатасарай». Первый матч в чемпионате Турции за клуб он провёл 14 февраля 2021 года во встрече 25-го тура против «Касымпаши» (2:1), выйдя в стартовом составе. Всего за «Галатасарай» Фернандеш провёл 18 матчей во всех турнирах и забил один мяч.
2 февраля 2022 года был арендован турецким клубом «Ризеспор» до конца сезона 2021/22. Дебютировал за клуб 6 февраля 2022 года в матче 24-го тура чемпионата Турции против клуба «Адана Демирспор» (1:3), выйдя на 71-й минуте встречи. Первый мяч за «Ризеспор» Фернандеш забил 27 февраля 2022 года в матче 27-го тура чемпионата Турции в ворота своего бывшего клуба — «Галатасарая» (2:4), отличившись на 8-й минуте встречи. 1 мая 2022 года Фернандеш в матче 35-го тура чемпионата Турции забил два мяча в ворота «Гёзтепе» (7:1), отличившись на 34-й и 53-й минутах встречи, а также на 68-й минуте сделал голевую передачу. Всего за «Ризеспор» провёл 11 матчей и забил три мяча.

### «Бешикташ»

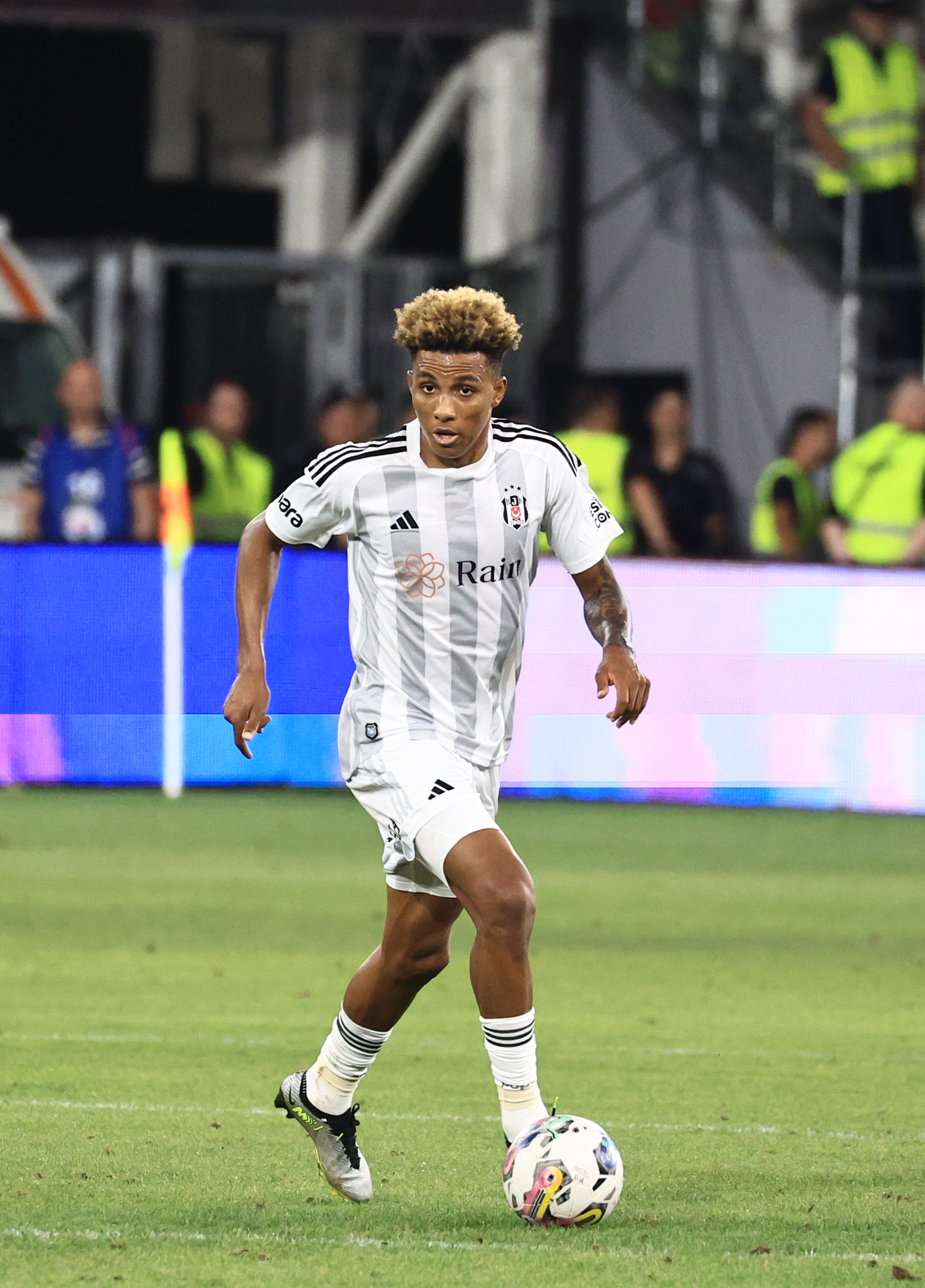
Фернандеш в составе «Бешикташа» в 2023 году

3 февраля 2022 года «Бешикташ» объявил о приобретении 50 % прав на Фернандеша. Так как все места легионеров в клубе были заняты, остаток сезона 2021/22 Фернандеш провёл в аренде в клубе «Ризеспор», а контракт с «Бешикташем» вступил в силу с 1 июля 2022 года и был подписан на четыре года с возможностью продления ещё на один год. Дебютировал за «Бешикташ» 6 августа 2022 года в матче 1-го тура чемпионата Турции против «Кайсериспора» (1:0), выйдя в стартовом составе. Первый мяч за клуб забил 21 мая 2023 года в матче 35-го тура чемпионата Турции против клуба «Адана Демирспор» (4:1), отличившись на 46-й минуте встречи с передачи Амира Хаджиахметовича. 13 сентября 2023 года Фернандеш продлил свой контракт с «Бешикташем» до конца сезона 2026/27. В 2024 году он помог клубу выиграть Кубок и Суперкубок Турции. В Лиге Европы 2024/25 Фернандеш отметился пяти забитыми мячами, в том числе забил три мяча в двух матчах против «Лугано» в августе 2024 года. На общем этапе забил победный мяч в гостях «Лиону» (1:0), а также отличился в игре против «Будё-Глимта» (1:2). 29 июля 2025 года «Бешикташ» приобрёл у «Бенфики» оставшиеся 50 % трансферных прав на Фернандеша, заплатив 10,000,000 евро. В сезонах 2022/23, 2023/24 и 2024/25 Фернандеш был одним из ключевых игроков «Бешикташа» и главных звёзд лиги, за 131 матч в составе клуба он забил 18 мячей и отдал 16 результативных передач.

### «Спартак» (Москва)
31 июля 2025 года перешёл в московский «Спартак», подписав контракт до 2029 года. В клубе выбрал себе 83-й игровой номер. Сумма трансфера составила 20,8 миллионов евро, также сумма может вырасти ещё до 7,2 миллионов евро в виде бонусов. Дебютировал за «Спартак» 3 августа 2025 года в матче 3-го тура чемпионата России против «Акрона» (1:1), выйдя в стартовом составе. Свой первый мяч за клуб забил 16 августа 2025 года в матче 5-го тура чемпионата России против петербургского «Зенита» (2:2), отличившись на 38-й минуте встречи.

## Карьера в сборной
Фернандеш выступал за сборные Португалии различных возрастов. В 2014 году провёл два матча в составе сборной Португалии до 15 лет, в 2016 году сыграл три матча за команду до 16 лет. С 2014 года также привлекался к играм в составе юношеской сборной Португалии до 17 лет, где он принимал участие на юношеском чемпионате Европы 2016 года. Фернандеш принял участие во всех шести встречах этого первенства и отметился забитым мячом, а его сборная выиграла турнир, обыграв сверстников из Испании в серии пенальти, а Жедсон реализовал решающий пенальти. Всего в составе команды до 17 лет выступал до 2016 года, проведя 30 матчей и забив два мяча. С 2016 по 2018 год привлекался к играм за сборную Португалии до 19 лет, в 2017 году сыграл на чемпионате Европы среди юношей до 19 лет, где вместе со сборной дошёл до финала турнира, но уступил сверстникам из Англии. Всего за команду до 19 лет Фернандеш провёл 16 матчей и забил пять мячей.
В период с 2017 по 2019 год выступал в составе сборной Португалии до 20 лет, в составе которой провёл 12 матчей и принимал участие на чемпионате мира среди молодёжных команд в 2017 году. В 2018 году получил вызов в состав молодёжной сборной Португалии, в 2021 году принимал участие на чемпионате Европы среди молодёжных команд, где португальцы уступили сверстникам из Германии в финале турнира. Всего за команду до 21 года Фернандеш провёл 17 матчей и забил два мяча.
6 сентября 2018 года в товарищеском матче против сборной Хорватии (1:1) Фернандеш дебютировал за национальную сборную Португалии, выйдя на замену на 89-й минуте встречи вместо Андре Силвы. 14 октября 2018 года сыграл за сборную в товарищеском матче против сборной Шотландии (3:1), выйдя в стартовом составе. В дальнейшем в состав сборной не вызывался.

## Стиль игры
Жедсон Фернандеш — разносторонний футболист, который способен сыграть на нескольких позициях в середине поля и даже на фланге. В «Бешикташе» португалец выходил преимущественно на позиции опорного полузащитника, но ситуативно мог исполнить функции «десятки». При атаке Фернандеш занимается продвижением мяча, ищет свободные зоны и может ворваться с мячом в чужую штрафную. Несмотря на большой объём черновой работы, он редко зарабатывает жёлтые карточки. При этом, португалец крайне редко вступает в верховые единоборства, предпочитая бороться за мяч внизу. Фернандеш нередко теряет мяч при переходных фазах — португалец любит брать игру на себя и пытаться пройти нескольких соперников на дриблинге, что нередко заканчивается контратаками.

## Достижения

### Командные
«Бенфика»
- Чемпион Португалии: 2018/19

«Бешикташ»
- Обладатель Кубка Турции: 2023/24[англ.]
- Обладатель Суперкубка Турции: 2024[англ.]

Португалия (до 17 лет)
- Чемпион Европы (до 17 лет): 2016

### Личные
- Символическая сборная чемпионата Европы (до 17 лет): 2016[40]
- Лучший молодой игрок месяца в Примейра-лиге: август 2018[41]

## Статистика

### Клубная
| Выступление         | Выступление      | Выступление      | Лига | Лига | Кубки | Кубки | Еврокубки | Еврокубки | Итого | Итого |
| Клуб                | Лига             | Сезон            | Игры | Голы | Игры  | Голы  | Игры      | Голы      | Игры  | Голы  |
| ------------------- | ---------------- | ---------------- | ---- | ---- | ----- | ----- | --------- | --------- | ----- | ----- |
| Бенфика B           | Сегунда          | 2016/17          | 9    | 0    | —     | —     | —         | —         | 9     | 0     |
| Бенфика B           | Сегунда          | 2017/18          | 31   | 5    | —     | —     | —         | —         | 31    | 5     |
| Бенфика B           | Итого            | Итого            | 40   | 5    | —     | —     | —         | —         | 40    | 5     |
| Бенфика             | Примейра         | 2018/19          | 22   | 0    | 8     | 1     | 16        | 2         | 46    | 3     |
| Бенфика             | Примейра         | 2019/20          | 7    | 0    | 4     | 0     | 2         | 0         | 13    | 0     |
| Бенфика             | Примейра         | 2021/22          | 3    | 0    | 1     | 0     | 0         | 0         | 4     | 0     |
| Бенфика             | Итого            | Итого            | 32   | 0    | 13    | 1     | 18        | 2         | 63    | 3     |
| → Тоттенхэм Хотспур | Премьер-лига     | 2019/20          | 7    | 0    | 3     | 0     | 2         | 0         | 12    | 0     |
| → Тоттенхэм Хотспур | Премьер-лига     | 2020/21          | 0    | 0    | 2     | 0     | —         | —         | 2     | 0     |
| → Тоттенхэм Хотспур | Итого            | Итого            | 7    | 0    | 5     | 0     | 2         | 0         | 14    | 0     |
| → Галатасарай       | Суперлига        | 2020/21          | 17   | 0    | 1     | 1     | —         | —         | 18    | 1     |
| → Галатасарай       | Итого            | Итого            | 17   | 0    | 1     | 1     | —         | —         | 18    | 1     |
| → Ризеспор          | Суперлига        | 2021/22          | 11   | 3    | —     | —     | —         | —         | 11    | 3     |
| → Ризеспор          | Итого            | Итого            | 11   | 3    | —     | —     | —         | —         | 11    | 3     |
| Бешикташ            | Суперлига        | 2022/23          | 33   | 3    | 3     | 0     | —         | —         | 36    | 3     |
| Бешикташ            | Суперлига        | 2023/24          | 29   | 3    | 6     | 0     | 10        | 0         | 45    | 3     |
| Бешикташ            | Суперлига        | 2024/25          | 34   | 7    | 5     | 0     | 10        | 5         | 49    | 12    |
| Бешикташ            | Суперлига        | 2025/26          | —    | —    | —     | —     | 1         | 0         | 1     | 0     |
| Бешикташ            | Итого            | Итого            | 96   | 13   | 14    | 0     | 21        | 5         | 131   | 18    |
| Спартак (Москва)    | Премьер-лига     | 2025/26          | 3    | 1    | 0     | 0     | —         | —         | 3     | 1     |
| Спартак (Москва)    | Итого            | Итого            | 3    | 1    | 0     | 0     | —         | —         | 3     | 1     |
| Всего за карьеру    | Всего за карьеру | Всего за карьеру | 206  | 22   | 33    | 2     | 41        | 7         | 280   | 31    |

### Матчи за сборную
| Матчи и голы Жедсона Фернандеша за сборную Португалии | Матчи и голы Жедсона Фернандеша за сборную Португалии | Матчи и голы Жедсона Фернандеша за сборную Португалии | Матчи и голы Жедсона Фернандеша за сборную Португалии | Матчи и голы Жедсона Фернандеша за сборную Португалии | Матчи и голы Жедсона Фернандеша за сборную Португалии | Матчи и голы Жедсона Фернандеша за сборную Португалии |
| ----------------------------------------------------- | ----------------------------------------------------- | ----------------------------------------------------- | ----------------------------------------------------- | ----------------------------------------------------- | ----------------------------------------------------- | ----------------------------------------------------- |
| №                                                     | Дата                                                  | Оппонент                                              | Счёт                                                  | Голы                                                  | Соревнование                                          |                                                       |
| 1                                                     | 6 сентября 2018                                       | Хорватия                                              | 1:1                                                   | —                                                     | Товарищеский матч                                     |                                                       |
| 2                                                     | 14 октября 2018                                       | Шотландия                                             | 3:1                                                   | —                                                     | Товарищеский матч                                     |                                                       |

Итого: 2 матча; 1 победа, 1 ничья.